# カラシノールB
カラシノールB(Carasinol B)は、ムレスズメに含まれるスチルベノイドの四量体である。
コボフェノールAからカラシノールBへの酸触媒によるエピマー化はin vitroで行うことができる。